# Wilhelm Dangelmaier

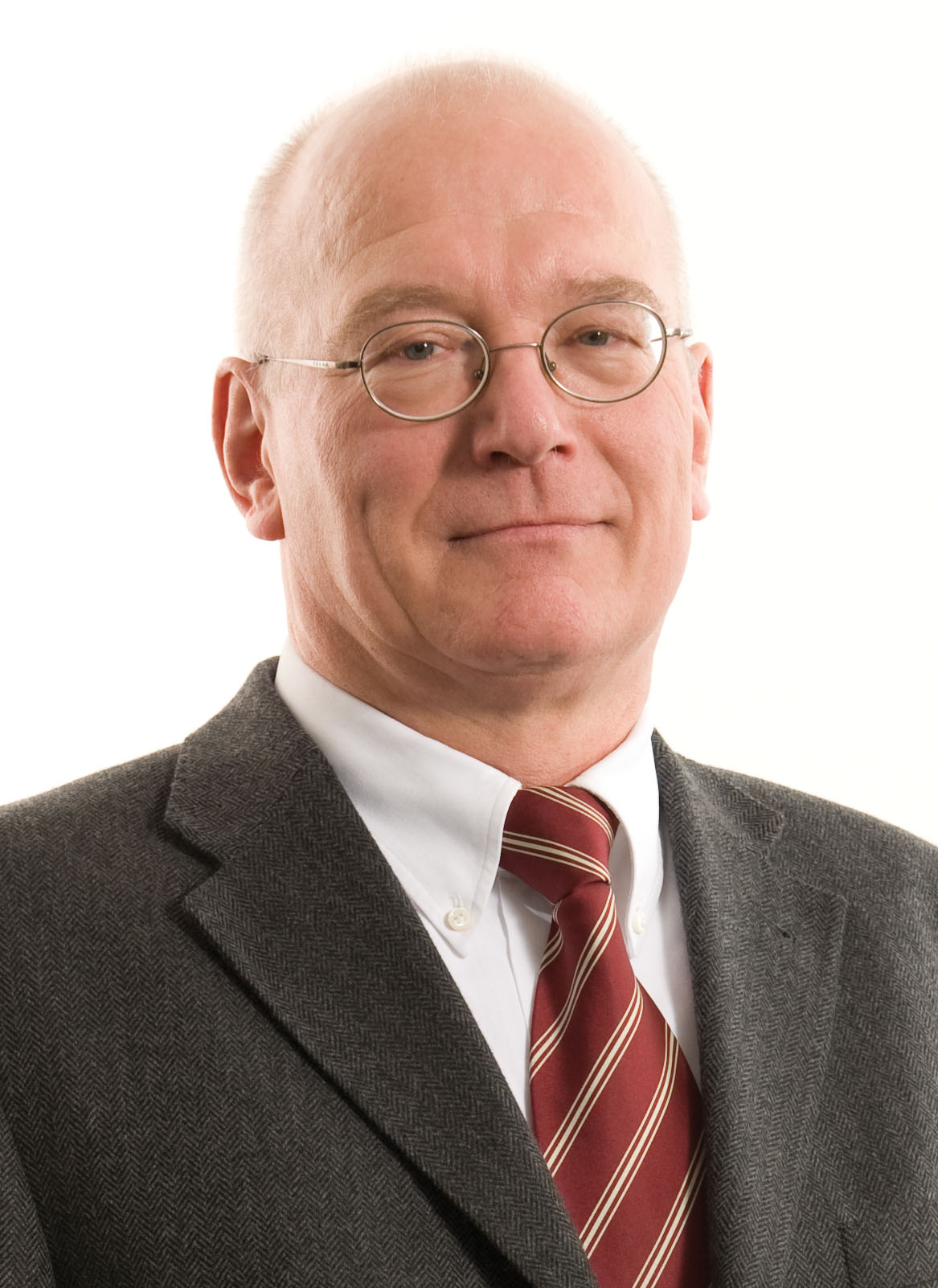
Wilhelm Dangelmaier

Wilhelm Dangelmaier (* 22. Dezember 1949) ist deutscher Ingenieur und war Inhaber des Lehrstuhls für Wirtschaftsinformatik, insbesondere Computer-integrated manufacturing (CIM) am Heinz Nixdorf Institut der Universität Paderborn.

## Werdegang
Dangelmaier ist in Schwäbisch Gmünd aufgewachsen, wo er 1968 das Abitur am Parler-Gymnasium abgelegt hat.
Dangelmaier studierte 1968 bis 1973 Maschinenbau, mit der Fachrichtung Fertigungstechnik an der Universität Stuttgart. Im Anschluss wurde er wissenschaftlicher Mitarbeiter am Fraunhofer-Institut für Produktionstechnik und Automatisierung (IPA) in Stuttgart und 1977 Gruppenleiter der Fabrikplanung Inland im IPA. 1978 folgte die Promotion. Ein Jahr später wurde Dangelmaier Abteilungsleiter der Fabrikplanung im Fraunhofer IPA. 1985 erfolgte seine Habilitation. 1986 wurde Dangelmaier Privatdozent und vier Jahre später außerplanmäßiger Professor an der Universität Stuttgart. 1991 folgte die Ernennung zum Universitätsprofessor an der Universität Paderborn für das Fach Wirtschaftsinformatik, insbesondere CIM.
Dangelmaier hat über 500 Artikel in Fachzeitschriften und Buchbeiträgen, sowie mehrere Bücher zu den Themen Produktionsplanung und -steuerung, Modellierung und Simulation von Produktionssystemen, Computer-integrated Manufacturing und E-Business-Systeme veröffentlicht.

## Forschungsschwerpunkte
Die Schwerpunkte in der Forschungsarbeit von Dangelmaier waren:
- Computer-integrated Manufacturing (CIM),
- Materialfluß- und Fabrikplanung,
- Simulation,
- Produktionsplanung und -steuerung und
- Flexible Produktionssysteme.

Sein Hauptinteresse galt Modellen und Werkzeugen für verteilte Produktionssysteme.

## Weitere Funktionen
1985 wurde Dangelmaier die Otto-Kienzle-Gedenkmünze der Hochschulgruppe Fertigungstechnik verliehen. Zwei Jahre später erhielt er den Joseph-von-Fraunhofer-Preis der Fraunhofer-Gesellschaft sowie 1988 den Ehrenring des Vereins Deutscher Ingenieure.
Dangelmaier war von 2005 bis 2008 Mitglied der Deutschen Forschungsgemeinschaft (DFG). Im Sommer 2008 wurde er Mitglied bei Deutschen Akademie der Technikwissenschaften (acatech).